# Brazilië op het wereldkampioenschap voetbal 2010

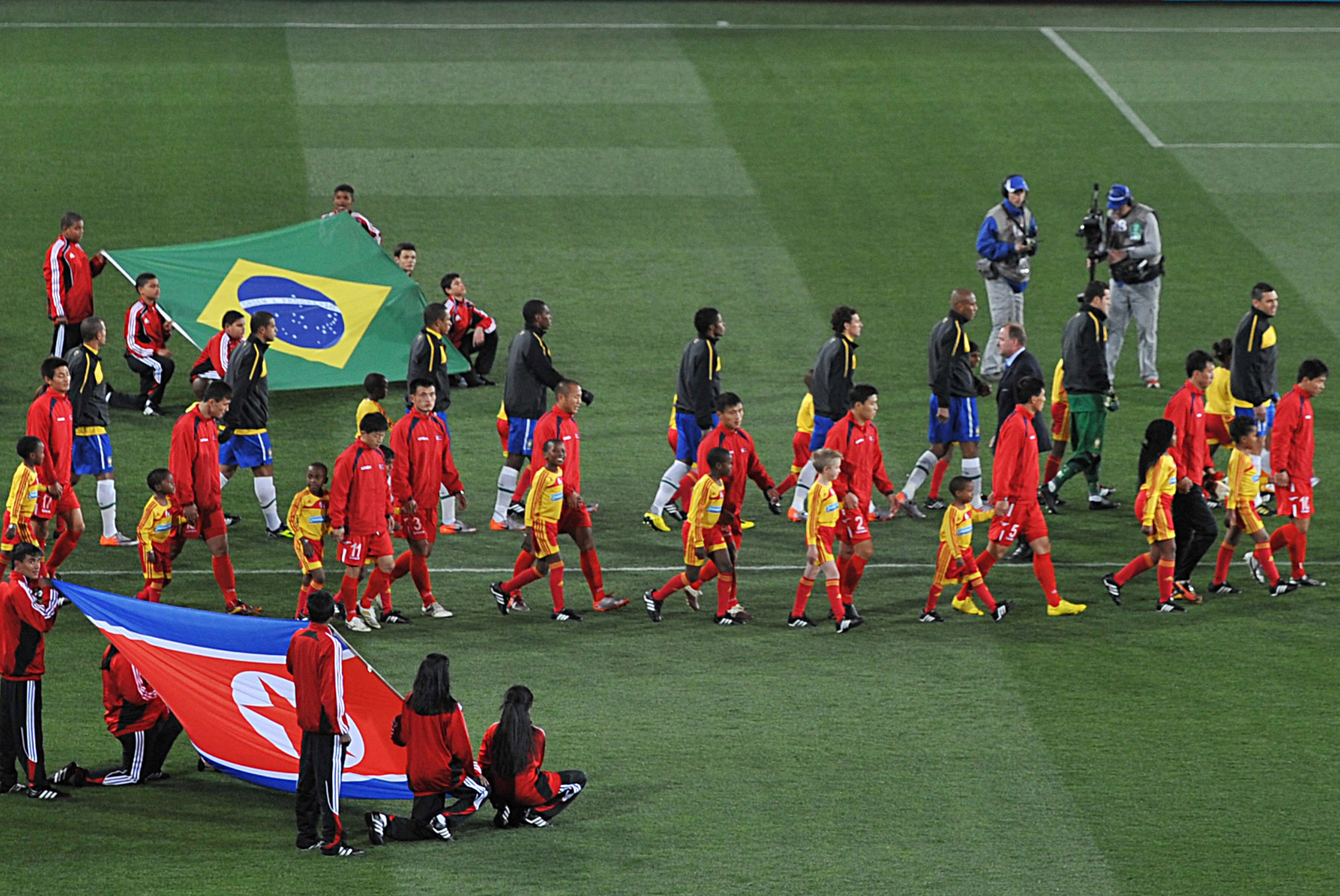
Brazilië speelt tegen Noord-Korea op het WK 2010

Brazilië was een van de deelnemende landen aan het wereldkampioenschap voetbal 2010 in Zuid-Afrika. Het land nam voor de negentiende keer in de geschiedenis deel. Zijn laatste deelname was in 2006. Brazilië kwalificeerde zich als een van de vijf Zuid-Amerikaanse landen.

## Selectie
Op 11 mei 2010 maakte bondscoach Dunga zijn WK-selectie bekend. Hoewel er pas een voorselectie met 30 man doorgegeven hoeft te worden geeft de bondscoach reeds aan met deze 23 man te beginnen aan het WK.
| Keepers       |                |                   |
| 1             | Júlio César    | Internazionale    |
| 12            | Heurelho Gomes | Tottenham Hotspur |
| 22            | Doni           | AS Roma           |
| Verdedigers   |                |                   |
| 4             | Juan           | AS Roma           |
| 3             | Lúcio          | Internazionale    |
| 14            | Luisão         | Benfica           |
| 15            | Thiago Silva   | AC Milan          |
| 2             | Maicon         | Internazionale    |
| 13            | Dani Alves     | FC Barcelona      |
| 16            | Gilberto       | Cruzeiro          |
| Middenvelders |                |                   |
| 19            | Júlio Baptista | AS Roma           |
| 6             | Michel Bastos  | Olympique Lyon    |
| 8             | Gilberto Silva | Panathinaikos     |
| 5             | Felipe Melo    | Juventus          |
| 17            | Josué          | VfL Wolfsburg     |
| 20            | Kléberson      | Flamengo          |
| 7             | Elano          | Galatasaray       |
| 18            | Ramires        | Benfica           |
| 10            | Kaká           | Real Madrid       |
| Aanvallers    |                |                   |
| 9             | Luís Fabiano   | Sevilla           |
| 21            | Nilmar         | Villarreal        |
| 11            | Robinho        | Santos            |
| 23            | Grafite        | VfL Wolfsburg     |
| Bondscoach    |                |                   |
|               | Dunga          |                   |

## Stand
| Land        | Wed | Win | Gel | Ver | DV | DT | +/- | Pnt |
| ----------- | --- | --- | --- | --- | -- | -- | --- | --- |
| Brazilië    | 3   | 2   | 1   | 0   | 5  | 2  | +3  | 7   |
| Portugal    | 3   | 1   | 2   | 0   | 7  | 0  | +7  | 5   |
| Ivoorkust   | 3   | 1   | 1   | 1   | 4  | 3  | +1  | 4   |
| Noord-Korea | 3   | 0   | 0   | 3   | 1  | 12 | -11 | 0   |

## Wedstrijden
|                    |                      |       |                |                                                                            |
| 15 juni 2010 20:30 | Brazilië             | 2 – 1 | Noord-Korea    | Ellispark, Johannesburg Toeschouwers: 54.331 Scheidsrechter: Viktor Kassai |
| 15 juni 2010 20:30 | Maicon 55' Elano 72' |       | 89' Ji Yun-Nam | Ellispark, Johannesburg Toeschouwers: 54.331 Scheidsrechter: Viktor Kassai |

|                    |                                             |       |                   |                                                                                |
| 20 juni 2010 20:30 | Brazilië                                    | 3 – 1 | Ivoorkust         | Soccer City, Johannesburg Toeschouwers: 84.455 Scheidsrechter: Stéphane Lannoy |
| 20 juni 2010 20:30 | Luís Fabiano 25' Luís Fabiano 50' Elano 61' |       | 73' Didier Drogba | Soccer City, Johannesburg Toeschouwers: 84.455 Scheidsrechter: Stéphane Lannoy |

|                    |           |       |          |                                                                                     |
| 25 juni 2010 16:00 | Portugal  | 0 – 0 | Brazilië | Moses Mabhida Stadium, Durban Toeschouwers: 62.712 Scheidsrechter: Benito Archundia |
| 25 juni 2010 16:00 | (details) |       |          | Moses Mabhida Stadium, Durban Toeschouwers: 62.712 Scheidsrechter: Benito Archundia |

### Achtste finale
|                    |                                       |       |       |                                                                          |
| 28 juni 2010 20:30 | Brazilië                              | 3 – 0 | Chili | Ellispark, Johannesburg Toeschouwers: 54.096 Scheidsrechter: Howard Webb |
| 28 juni 2010 20:30 | Juan 34' Luís Fabiano 38' Robinho 59' |       |       | Ellispark, Johannesburg Toeschouwers: 54.096 Scheidsrechter: Howard Webb |

### Kwartfinale
|                   |                         |       |             |                                                                                                  |
| 2 juli 2010 16:00 | Nederland               | 2 – 1 | Brazilië    | Nelson Mandelabaai Stadion, Port Elizabeth Toeschouwers: 40.186 Scheidsrechter: Yuichi Nishimura |
| 2 juli 2010 16:00 | Wesley Sneijder 53' 68' |       | 10' Robinho | Nelson Mandelabaai Stadion, Port Elizabeth Toeschouwers: 40.186 Scheidsrechter: Yuichi Nishimura |